# Jiei Halliday
Jiei Halliday (japanisch ハリデー 慈英 Halliday Jiei; * 29. August 1996 in Utsunomiya, Tochigi) ist ein japanischer Eishockeyspieler, der seit 2019 bei den Ōji Eagles (ab 2022: Red Eagles Hokkaido) aus der Asia League Ice Hockey unter Vertrag steht.

## Karriere
Jiei Halliday begann mit dem Eishockey in der Saitama Sakae High School. Die Spielzeit 2016/17 verbrachte er in den Vereinigten Staaten, wo er bei den Bismarck Bobcats in der North American Hockey League auf dem Eis stand. Seit 2019 spielt er mit den Ōji Eagles, die sich seit 2022 Red Eagles Hokkaido nennen, in der Asia League Ice Hockey.

### International
Für Japan nahm Halliday im Juniorenbereich an der U18-Weltmeisterschaft 2014 und der U20-Weltmeisterschaft 2015 jeweils in der Division I teil. Darüber hinaus nahm er mit der japanischen Studentenauswahl an der Winter-Universiade 2019 in Krasnojarsk teil.
Für das japanische Herren-Team nahm er an den Weltmeisterschaften der Division I 2022 und 2023 teil.

## Erfolge und Auszeichnungen
- 2023 Aufstieg in die Division I, Gruppe A, bei der Weltmeisterschaft der Division I, Gruppe B

## Asia-League-Statistik
(Stand: Ende der Saison 2022/23)